# Вылыс-Ловпуа
Вылыс-Ловпуа (Верхняя Ловпуа) — река в России, течёт по территории Республики Коми и Пермского края. Устье реки находится в 162 км по левому берегу реки Нем. Длина реки составляет 14 км.

## Данные водного реестра
По данным государственного водного реестра России относится к Двинско-Печорскому бассейновому округу, водохозяйственный участок реки — Вычегда от истока до города Сыктывкар, речной подбассейн реки — Вычегда. Речной бассейн реки — Северная Двина.
Код объекта в государственном водном реестре — 03020200112103000014664.